# Krinitz (Neschwitz)

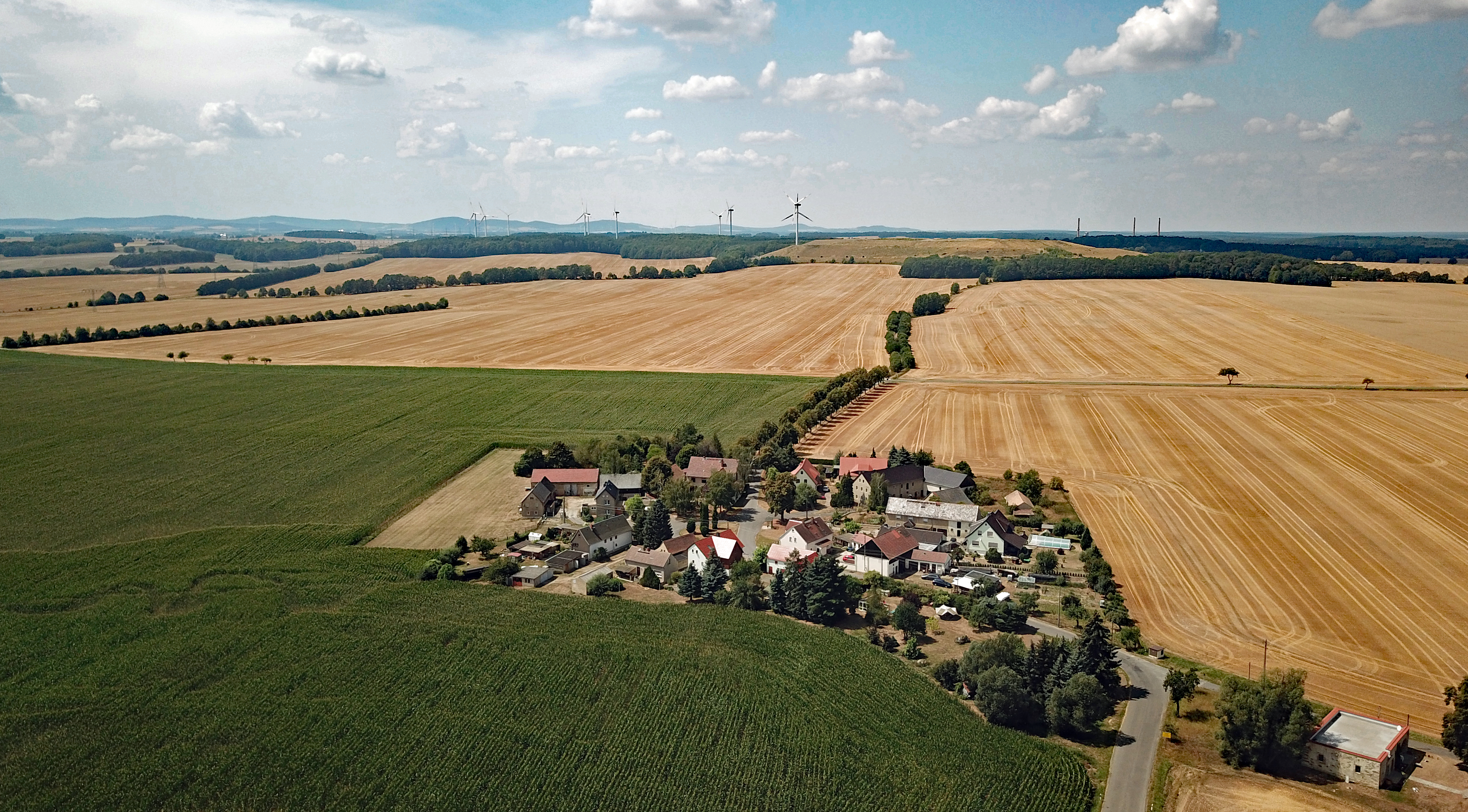
Luftbild

Krinitz, obersorbisch Króńcaⓘ, ist ein Ort im ostsächsischen Landkreis Bautzen und gehört seit 1993 zur Gemeinde Neschwitz. Der Ort liegt in der Oberlausitz und zählt zum sorbischen Siedlungsgebiet.

## Geografie
Der Ort befindet sich etwa neun Kilometer nordwestlich der Großen Kreisstadt Bautzen und drei Kilometer südlich des Gemeindezentrums im Oberlausitzer Gefilde. Einst floss das aus Süden kommende Schwarzwasser direkt am östlichen Ortsrand entlang. Im Zuge der Kollektivierung der Landwirtschaft wurde der Fluss jedoch begradigt und verläuft nun etwa 200 Meter weiter im Osten. Die direkte Umgebung von Krinitz wird intensiv landwirtschaftlich genutzt und verfügt über keine Waldflächen.
Krinitz ist ein voll ausgeprägtes und gut erhaltenes Rundplatzdorf und besteht aus mehreren Höfen, die den Dorfplatz umgeben, sowie der etwas abseits gelegenen Alten Mühle am Schwarzwasser. Es entspricht so siedlungsstrukturell noch der ursprünglichen Form aus der Zeit der slawischen Besiedlung. Die Nachbarorte sind Uebigau im Norden, Luga im Osten, Saritsch im Süden und Wetro im Westen.

## Geschichte
Der Ort wurde erstmals 1419 als Crebenitz urkundlich erwähnt. Weitere verzeichnete Namensformen sind u. a. Grinitz (1635), Crönitz (1721) und Crinitz (1768). Die Grundherrschaft lag immer beim Uebigauer Rittergut.
Im Siebenjährigen Krieg lagerten 1758 und erneut 1760 zunächst preußische und dann österreichische Truppen auf den Schwarzwasserwiesen zwischen Krinitz und Luga. 1804 kam es zu einem extremen Hochwasser, welches die beiden Orte überflutete. Im frühen 19. Jahrhundert gab es in Krinitz eine Winkelschule, die jedoch 1824 verboten und geschlossen wurde.
Krinitz war seit jeher ein Ortsteil von Uebigau und wurde gemeinsam mit diesem zunächst 1936 nach Saritsch und schließlich 1993 nach Neschwitz eingemeindet.

## Bevölkerung
Noch gegen Ende des 19. Jahrhunderts war Krinitz ein sorbisches Dorf, in dem kaum Deutsche lebten. Der Sprachwandel setzte hier im 20. Jahrhundert ein, wobei bis zur Mitte des Jahrhunderts noch mehrheitlich Sorbisch gesprochen wurde. Seitdem ist der Gebrauch der Sprache stark zurückgegangen.
Die gläubigen Einwohner sind überwiegend evangelisch-lutherischer Konfession und nach Neschwitz gepfarrt.